# پادشاهی زیمبابوه
پادشاهی زیمبابوه (۱۲۲۰-۱۴۵۰) پادشاهی بود که در کشور امروزی زیمبابوه واقع شده‌بود. این پادشاهی بیشتر به خاطر پایتخت آن، زیمبابوه بزرگ، معروف بود.

## منشا
مؤسسان این پادشاهی از پادشاهی ماپونگوبوه در اوایل قرن ۱۳ میلادی واقع در جنوب آفریقا به زیمبابوه کوچ کردند.

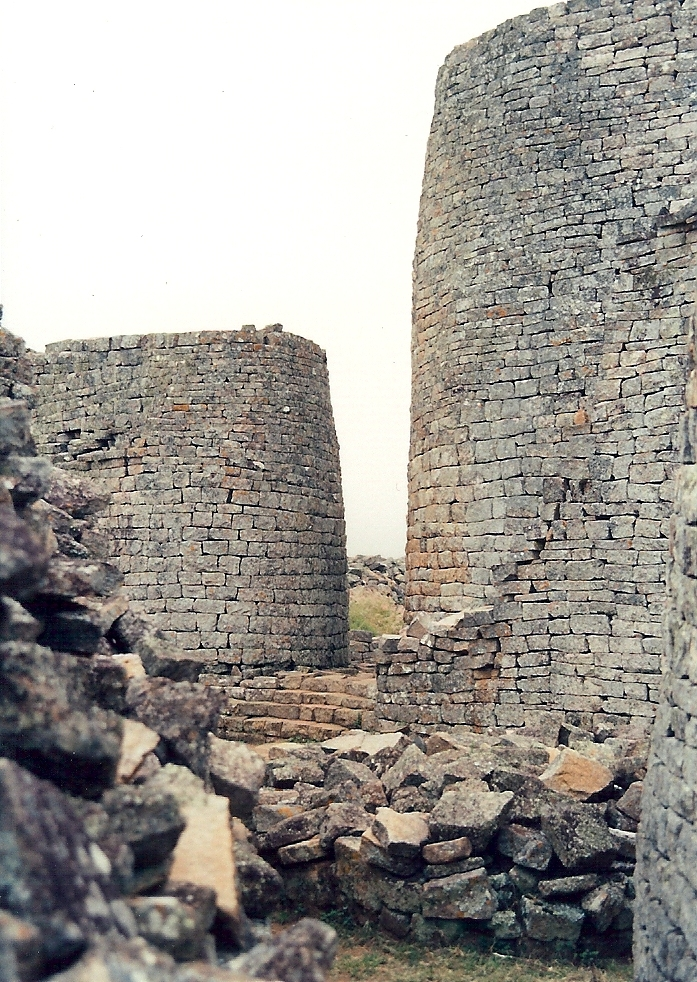
برج‌های شهر زیمبابوه بزرگ

## تجارت
پادشاهی زیمبابوه تجارت طلا و عاج از سرزمین‌های همجوار به ساحل جنوب شرقی آفریقا را کنترل می‌کرد. در بازارهای این پادشاهی، کالاهای عربی و آسیایی نیز یافت می‌شد.